# День пам'яті Героїв Крут
День пам'яті Героїв Крут (День пам'яті полеглих у бою під Крутами) — пам'ятна дата боротьби за незалежність України.

## Бій під Крутами
Бій між Армією УНР і Червоною гвардією, що відбувся 16 (29)  або 17 (30) січня 1918 року біля залізничної станції Крути, за 130 кілометрів на північний схід від Києва, 18 км на схід від Ніжина, був успішним для оборонців української державності — наказ командування було виконано, стрімкий наступ ворога наші зупинили, а здійснюючи організований відступ, зруйнували за собою колії й мости. Московські нападники втратили боєздатність на чотири дні. Агресор мусив підтягнути нові сили, відремонтувати підірвані й поруйновані мости та залізничні колії, і лише після цього продовжувати свій наступ на Київ, не так залізничним шляхом, як на реквізованих селянських возах, запряжених кіньми, по розмоклій дорозі. Ця затримка дала змогу українській делегації укласти Берестейський мир, який врятував молоду українську державність.
У березні 1918 року, після підписання Берестейського миру, з поверненням уряду УНР до Києва, за рішенням Центральної Ради від 19 березня 1918 року було вирішено урочисто перепоховати полеглих студентів на Аскольдовій Могилі в Києві.
Подвиг Героїв Крут став частиною української історичної пам'яті та важливою складовою в національно-патріотичному вихованні молоді.

## Історія свята
У Галичині культ героїв Крут поширився серед пластової молоді, яка в 1926 році створила «Курінь Старших Пластунів ім. Бою під Крутами». Згодом, ініціативу вшанування Героїв Крут перейняло львівське студентство. II Студентська конференція, що відбувалася 1931 року ухвалила «вважати роковини бою під Крутами українським всестудентським святом». Наразі в Києві діє Пластовий курінь ч. 75 імені Героїв бою під Крутами.
Уже наступного року заходи на вшанування крутян було проведено в Празі та деяких інших містах Європи. Надалі вони стали невіддільним атрибутом громадського життя закордонних українців, особливо молоді.
Керівництво ОУН та командування УПА приклад Героїв Крут використовувало для патріотичного виховання своїх членів. У 1944-му одне із з'єднань групи (військової округи) «Тютюнник» отримало назву «Крути». Майже у всіх навчальних і виховних програмах для бійців УПА обов'язковим для вивчення був пункт про героїзм молоді під Крутами. В УПА та її запіллі була встановлена традиція відзначення пам'яті Героїв Крут як національного свята. В одному із директивних документів командування УПА наголошувалося, що «в дні 29 січня відсвяткувати величаво Свято Крут».

## В Україні

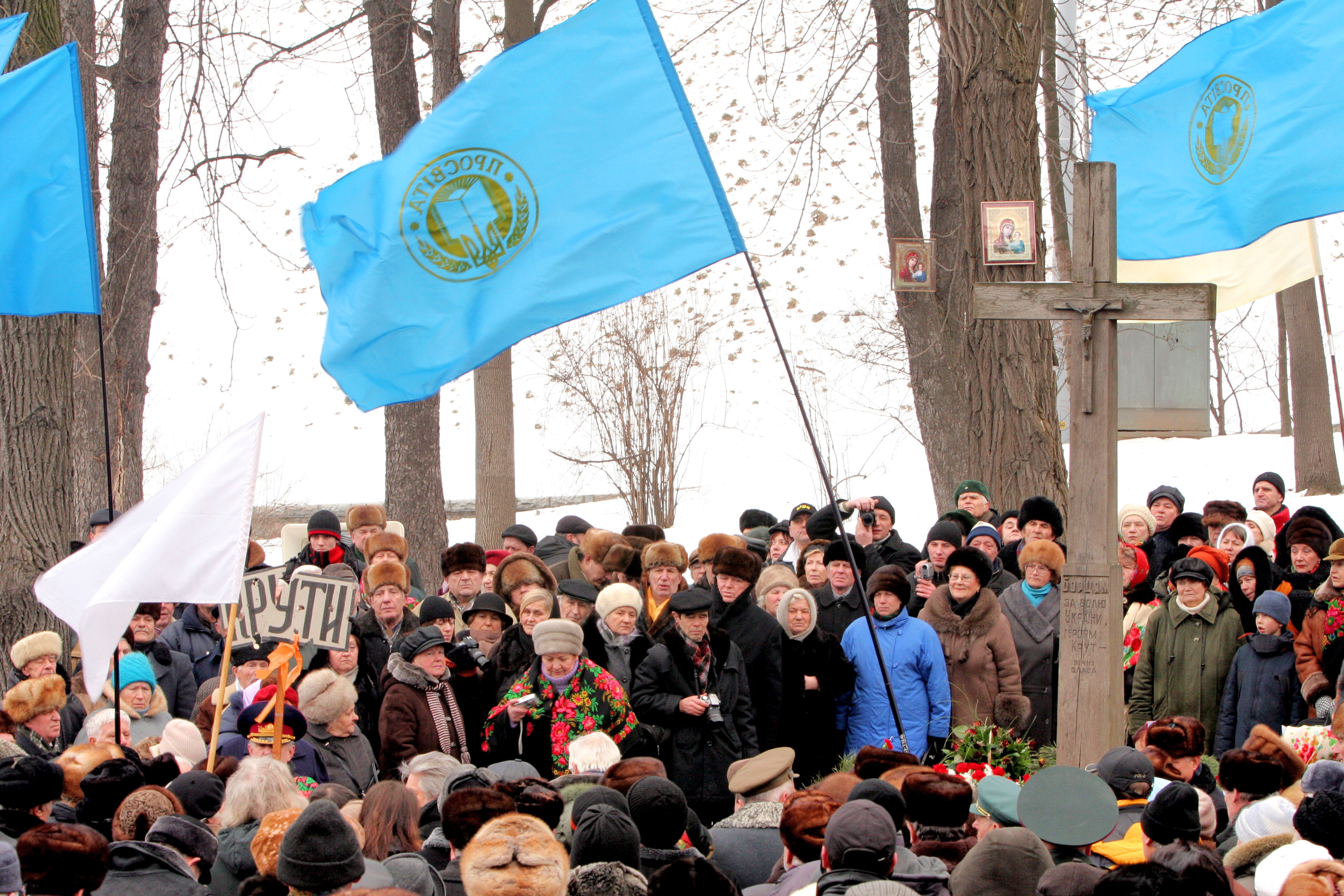
Вшанування «Просвітою» пам'яті героїв Крут на Аскольдовій могилі у Києві, 2006 рік

В Україні відзначення бою під Крутами розпочалися лише напередодні проголошення її незалежності. 29 січня 1991 року з ініціативи Народного руху України, за участі В'ячеслава Чорновола, Студентської спілки, Товариства української мови, інших національно-демократичних організацій в Крутах було встановлено березовий хрест та відбувся перший невеличкий громадський мітинг.
4 лютого 1999 року рішення № 127/228 «Про відзначення пам'яті героїв Крут» ухвалила Київрада.
З ініціативи правління ВУТ «Просвіта» імені Тараса Шевченка, яке звернулося до Президента України Л. Д. Кучми, 24 січня 2003 року було видане відповідне розпорядження № 12/2003-рп «Про вшанування пам'яті героїв Крут». Документом було передбачено, серед іншого, впорядкування пам'ятних місць, організацію виставок, присвячених подвигу патріотів, проведення тематичних вечорів, конференцій тощо у вищих, у тому числі військових, навчальних закладах, широке висвітлення у засобах масової інформації заходів щодо вшанування пам'яті Героїв Крут.
У період президентства Віктора Ющенка відзначення роковин бою під Крутами перетворилося на масштабну подію. У 2006 році на залізничній станції Крути відкрили Меморіальний комплекс «Пам'яті героїв Крут». Участь у велелюдних урочистостях брали вищі посадові особи держави, політики, представники громадськості.
Щорічне вшанування пам'яті Герої Крут закріплено у Постанові Верховної Ради України № 261-VII від 16 травня 2013 року «Про відзначення подвигу героїв бою під Крутами».
Щорічно, 29 січня, у м. Києві, патріотичні організації проводять вшанування пам'яті героїв Крут. Збір відбувається біля станції метро «Арсенальна». Початок скорботної ходи, як правило, о 12.00 — від станції до Аскольдової могили, де відбувається мітинг-реквієм.
В 2023 році, до 105-ї річниці бою під Крутами, Українським інститутом національної пам'яті було відпрацьовано та опубліковано Інформаційні матеріали до Дня пам'яті Героїв Крут–2023, які доступні до широкого загалу та стали важливою складовою в національно-патріотичному вихованні молоді. Відповідні заходи вшанування пам’яті Героїв Крут відбулися 29 січня 2023 року на залізничній станції Крути, де розташований Меморіальний комплекс «Пам'яті героїв Крут».
29 січня 2024 року Президент України Володимир Зеленський вшанував подвиг загиблих молодих Героїв Крут. На Аскольдовій могилі у Києві глава держави поклав квіти до пам'ятного хреста Героям Крут. Також вшанувати пам'ять Героїв прийшло вище керівництво військового та силового блоків. Представники органів влади Чернігівської області, громадськості та військового керівництва також вшанували Героїв Крут – українських студентів, які ціною власного життя зупинили більшовицький наступ на Київ у 1918 році. Вшанування пам’яті відбулося біля їх меморіального комплексу, який встановлений неподалік місця бою.
29 січня 2025 року Президент України Володимир Зеленський провів зустріч з курсантами та ліцеїстами 18 військових навчальних закладів, в ході якої він зазначив, що українській армії зараз потрібна не просто надійна офіцерська ланка, а люди з сучасними поглядами офіцерів на армію та життя. Про жертовність Героїв Крут, цінність свободи та незалежності України висловились і інші керівники нашої Держави.

## Оцінки
Президент України Віктор Ющенко, 29 січня 2009:
«День подвигу під Крутами — це наш справжній національний День Захисника Вітчизни. Він неминуче — це моє глибоке переконання — постане в серці кожного українського воїна і громадянина».
Митрополит Київський і всієї України Епіфаній, 29 січня 2020:
«Тих, чий подвиг ми згадуємо сьогодні, — Героїв Крут — наші сучасники вже назвали «першими кіборгами». Лише кілька днів тому ми вшановували пам'ять кіборгів-захисників Донецького аеропорту, які стали символом незламності духу, мужності та героїзму і які в нерівних умовах до останнього відстоювали свою вірність Україні. Таку саме жертовність майже за 100 років перед цим продемонстрували і кількасот молодих хлопців — студентів та курсантів-добровольців, які віддали свої життя за Батьківщину, її майбутнє і можливість для нас із вами сьогодні жити в суверенній державі, розмовляти, навчатися і молитися рідною мовою».
Президент України Володимир Зеленський, 29 січня 2024:
«Усі наші герої, усі, хто віддав життя за українську незалежність, свободу й майбутнє, – назавжди в історії нашого народу. Пам'ятаємо кожного й кожну! Вічна слава і вдячність захисникам і захисницям України!».